# Château Pastré
Le château Pastré est une bastide du XIXe siècle située dans les quartiers sud de Marseille qui abritait le musée de la Faïence.

## Historique
La construction du Château Pastré a été achevée en 1862 d'après les plans de l'architecte parisien Jean-Charles Danjoy sur la commande d'Eugène Pastré (1806-1868) et son épouse Céline de Beaulincourt-Marle.
Pendant la Seconde Guerre mondiale, la comtesse Lily Pastré (née Double de Saint-Lambert, 1891-1974) fit de ce château un refuge pour les artistes. Elle y abrita aussi de nombreux juifs qui tentaient de quitter la France, dont Lily Laskine (1893-1988) et Clara Haskil (1895-1960).
Cet édifice et les terrains environnants ont été donnés à la ville après la Seconde Guerre mondiale. La propriété est connue sous le nom de « Campagne Pastré » où les Marseillais aiment à se promener.
À partir de mai 1995 et jusqu'en 2013, le château abrite le musée de la Faïence qui expose plus de 1 500 pièces sur une période de  7 000 ans.
Le lieu sert souvent de décor extérieur de terrasse pour le feuilleton télévisé Plus belle la vie. Le réalisateur Emmanuel Mouret y a également tourné les intérieurs de son court-métrage Le Consentement.
Depuis le déplacement de la collection de faïence au Château Borély, dans le nouveau Musée des Arts décoratifs, de la Faïence et de la Mode, en 2013, le lieu est fermé au public,. En 2021, l'association Pour Que Marseille Vive propose de réhabiliter le Château Pastré en y installant un incubateur d'artistes et un lieu culturel,. Le projet est en négociation avec la mairie de Marseille.

## Architecture
Bastide provençale de pierres et de briques roses, formé d'un corps de logis rectangulaire sur deux niveaux et un étage-attique. Les façades se présentent avec un avant-corps de forme arrondie et saillant entre les deux pavillons et aux extrémités.